# Joachim Ringleben
Joachim Ringleben (* 24. Juli 1945 in Flensburg) ist ein lutherischer Theologe, Universitätsprofessor und war von 2000 bis 2016 Abt des Klosters Bursfelde bei Hann. Münden im Weserbergland.

## Leben und Wirken
Joachim Ringleben studierte Evangelische Theologie und Philosophie; er wurde 1974 zum Doktor der Evangelischen Theologie promoviert. 1981 habilitierte er sich im Fach Systematische Theologie.
1984 wurde Ringleben ordentlicher Professor für Systematische Theologie an der Universität Göttingen. Seit 1997 betätigt er sich auch als Autor der Internetplattform Göttinger Predigten im Internet.
In der deutschen theologischen Landschaft gilt Ringleben als orthodox-spekulativer Außenseiter, dessen Koordinaten vor allem Martin Luther, Johann Georg Hamann, der Deutsche Idealismus (Johann Gottlieb Fichte, Georg Wilhelm Friedrich Hegel) und Søren Kierkegaard sind. Eine größere Beachtung haben seine Aufsätze zu Luther, Hegel und seine Auseinandersetzung mit dem Neutestamentler und Fakultätskollegen Gerd Lüdemann gefunden. Ringleben wendet sich gegen einen seiner Ansicht nach verwässerten Neo-Kulturprotestantismus, wie er sich nach dem Schwinden des Einflusses der Dialektischen Theologie Karl Barths in der theologischen Diskussion Geltung verschafft hat. In Anschluss an Adolf Schlatter ist er der Überzeugung „Die dogmatische Theologie muss [...] ihre Eigenart in engster Fühlungnahme mit dem vorgegebenen Wort der [Heiligen] Schrift zu finden suchen, weil ihr Denken sonst seiner Sprachlichkeit verlustig geht.“
Im Jahre 2000 wurde Ringleben in der Nachfolge von Lothar Perlitt zum Abt des Klosters Bursfelde berufen. Seine Amtszeit endete 2016. Sein Nachfolger ist Thomas Kaufmann.

## Funktionen und Mitgliedschaften
- Ordentliches Mitglied der Göttinger Akademie der Wissenschaften (seit 1997)

## Sonstiges
Ringlebens Arbeit findet mitunter weltweit und konfessionsübergreifend anerkennende Würdigung. So schreibt Papst Benedikt XVI. im Vorwort eines seiner Werke über Ringlebens Buch Jesus. Ein Versuch zu begreifen:
„Eine Freude ist es für mich, dass das Buch inzwischen sozusagen einen ökumenischen Bruder bekommen hat in dem umfänglichen Werk Jesus (2008) des evangelischen Theologen Joachim Ringleben. Wer die beiden Bücher liest, wird einerseits den großen Unterschied der Denkformen und der prägenden theologischen Ansätze sehen, in denen sich die unterschiedliche konfessionelle Herkunft der beiden Autoren konkret ausdrückt. Aber zugleich erscheint die tiefe Einheit im wesentlichen Verständnis der Person Jesu und seiner Botschaft. In unterschiedlichen theologischen Ansätzen wirkt der gleiche Glaube, findet Begegnung mit demselben Herrn Jesus statt. Ich hoffe, dass beide Bücher in ihrer Unterschiedlichkeit und in ihrer wesentlichen Gemeinsamkeit ein ökumenisches Zeugnis sein können, das in dieser Stunde auf seine Weise dem grundlegenden gemeinsamen Auftrag der Christen dient.“

## Publikationen (Auswahl)
- Hegels Theorie der Sünde. Die subjektivitäts-logische Konstruktion eines theologischen Begriffs, 1977.
- Aneignung. Kierkegaards spekulative Theologie, 1983.
- Interio intimo meo. Die Nähe Gottes nach den Konfessionen Augustins, Zürich 1988.
- Kierkegaards Krankheit zum Tode. Ein Kommentar, 1995.
- Dornenkrone und Purpurmantel. Theologische Betrachtungen zu Bildern von Grünewald bis Paul Klee, Frankfurt/M. u. Leipzig 1996.
- Wahrhaft auferstanden. Zur Begründung der Theologie des lebendigen Gottes, Tübingen 1998.
- Gott denken. Studien zur Theologie Paul Tillichs, Hamburg 2003.
- mit Martin Richter, Matthias Petzoldt, Karl-Hermann Kandler: Das Christuszeugnis im interreligiösen Dialog (= Lutherisch Glauben, Heft 3), Neuendettelsau 2004.
- Arbeit am Gottesbegriff. Band I: Reformatorische Grundlegung, Gotteslehre, Eschatologie, Tübingen 2004.
- Arbeit am Gottesbegriff. Band II: Klassiker der Neuzeit, Tübingen 2005.
- mit Jobst Schöne, Karl-Hermann Kandler: Das Mahl Christi mit seiner Kirche (= Lutherisch Glauben, Heft 4), Neuendettelsau 2006
- Jesus. Ein Versuch zu begreifen, Tübingen 2008.
- Gott im Wort. Luthers Theologie von der Sprache her, Tübingen 2010.
- Das philosophische Evangelium. Theologische Auslegung des Johannesevangeliums im Horizont des Sprachdenkens, Tübingen 2014.
- Sprachloses Wort? Zur Kritik an Barths und Tillichs Worttheologie - von der Sprache her, Göttingen 2015.
- Der lebendige Gott. Gotteslehre als Arbeit am Begriff, Tübingen 2018.
- Wort und Geschichte. Kleine Theologie des Hebräerbriefs, Göttingen 2019.
- Rede, dass ich dich sehe, Göttingen 2021.